# Jordan Bridges

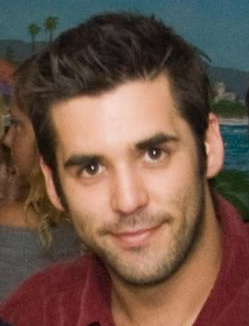
Jordan Bridges, 2008

Jordan P. Bridges  (* 13. November 1973 in Los Angeles County, Kalifornien) ist ein US-amerikanischer Film- und Fernsehschauspieler. 

## Leben
Jordan Bridges wurde als Sohn des Schauspielers Beau Bridges und seiner Frau Julie Landfield geboren. Er ist der Neffe von Schauspieler Jeff Bridges und der Enkel von Lloyd Bridges und Dorothy Bridges. Er hat vier Geschwister. 
Jordan Bridges übernahm bereits im Kindesalter seine erste Rolle in dem Film Mehr als ein Olympiasieg, in dem sein Vater Beau Bridges Regie führte. In seinem zweiten Film The Thanksgiving Promise spielte er neben seinem Vater und seinen Großeltern mit. Danach drehte er der Kamera für eine Weile den Rücken zu. Er studierte am New Yorker Bard College die darstellenden Künste. Bevor er seinen Bachelor machte, studierte er ein Jahr an der London Academy of Music and Dramatic Art.
Bridges heiratete 2002 Carrie Eastman. Das Paar hat zwei Kinder. Ihre Tochter Caroline wurde 2003 geboren und ihr Sohn Orson 2005.

## Filmografie (Auswahl)

### Filme
- 1999: Drive Me Crazy
- 2000: Frequency
- 2003: Mona Lisas Lächeln
- 2005: Family Plan (Fernsehfilm)
- 2007: Turn the River
- 2011: J. Edgar
- 2013: Phantom
- 2018: Criminal Squad (Den of Thieves)
- 2025: Criminal Squad 2 (Den of Thieves 2: Pantera)

### Serien
- 2001: Charmed – Zauberhafte Hexen
- 2001–2002: Dawson’s Creek
- 2004: Criminal Intent – Verbrechen im Visier
- 2005: CSI: New York
- 2006: Conviction
- 2007: Bionic Woman
- 2009: Without a Trace – Spurlos verschwunden
- 2010–2016: Rizzoli & Isles (Fernsehserie, 1x01–7x13)
- 2017: Gone (1x03, 1x06)
- 2023: The Blacklist (1 Folge)
- 2024: Palm Royale